# Lex Pedia
La lex Pedia est une loi votée au milieu de l'année 43 av. J.-C. et qui déclare « ennemis publics » tous les meurtriers de César et les condamne à mort, du nom du consul collègue et parent d'Octavien, Quintus Pedius,,,,. C'est la première mesure du consulat d'Octavien, qui a fait céder le Sénat et est devenu consul à l'âge de 20 ans, après avoir marché sur Rome plutôt que sur les « ennemis publics » Marc Antoine et Lépide au lendemain de la guerre civile de Modène. Il obtient sans difficulté l'adoption de ce texte. Sextus Pompée, pourtant non présent à Rome lors de l'assassinat de Jules César, est inclus parmi les condamnés. Octavien rencontre ensuite Antoine et Lépide et ils fondent ensemble le second triumvirat.